# Ruben Kun
Ruben James Kun ili Rueben James Kun je nauruski političar i predsjednik Republike Nauru od 19. prosinca 1996. do 12. veljače 1997. Prije nego što je postao predsjednik, obavljao je dužnost ministra financija.
Prema struci Kun je odvjetnik.